# Paul Bateson
Paul Bateson (Lansdale, 24 agosto 1940 – New York, 15 settembre 2012) è stato un assassino statunitense, presunto serial killer. Egli apparve in una piccola parte nel film horror L'esorcista del 1973 diretto da William Friedkin, in qualità di tecnico radiologo. La scena alla quale partecipò, dove viene svolto un esame medico specialistico alla protagonista Regan, con una considerevole quantità di sangue mostrato sullo schermo, fu, secondo molti spettatori, una delle più disturbanti dell'intera pellicola; e vari medici specialisti la lodarono per il suo realismo.
Nel 1979 Bateson fu incarcerato per l'omicidio del giornalista Addison Verrill e condannato a una pena detentiva di un minimo di 20 anni; nel 2003 è stato rilasciato in libertà condizionata. Prima del processo di Bateson, la polizia e gli inquirenti lo implicarono in una serie di delitti insoluti svoltisi nell'ambiente della comunità gay di Manhattan. Tuttavia, nessuna incriminazione ufficiale è stata mai emessa nei suoi confronti relativamente ai fatti in questione. Il caso di Bateson ispirò il regista William Friedkin a girare il film Cruising (1980) che, sebbene basato su un romanzo di dieci anni prima, incorpora alcuni aspetti della storia di Bateson, omosessuale dichiarato.
Nel 2012, Friedkin raccontò di avere fatto visita in carcere a Bateson prima del processo, e di avere discusso con lui degli omicidi insoluti nella comunità gay, che lui avrebbe alla fine confessato. Tuttavia, non esistono prove della colpevolezza di Bateson che, nonostante questo, viene spesso inaccuratamente definito il "serial killer dei gay".
Ad oggi, non è ben chiaro se Bateson sia ancora vivo o meno, poiché ha fatto perdere le proprie tracce dopo la scarcerazione. Nel 2018 Friedkin dichiarò in un'intervista di aver sentito che Bateson vive da qualche parte a New York. Un registro del servizio sanitario nazionale statunitense indica che un tale "Paul F. Bateson" con la stessa data di nascita e un numero di previdenza sociale emesso in Pennsylvania, è morto il 15 settembre 2012.

## Biografia
Bateson nacque il 24 agosto 1940 e crebbe a Lansdale, Pennsylvania. Nei primi anni sessanta svolse il servizio militare, durante il quale prese l'abitudine di bere in maniera smodata a causa della noia mentre era di stanza in Germania, diventando infine un alcolizzato. Dopo il congedo tornò a Lansdale e smise di bere.
Nel 1964 si trasferì a New York, dove cominciò una relazione con un uomo (anche se in seguito si descrisse "non esclusivamente gay" all'epoca) facente parte dell'industria musicale. La relazione fu segnata dalla ricaduta nell'alcolismo, con frequenti bevute di cocktail e feste sfrenate nella casa della coppia. Cinque anni dopo, la madre di Bateson morì d'infarto e suo fratello minore si suicidò.
Successivamente Bateson frequentò un corso universitario come tecnico di laboratorio per radiologia neurologica e cominciò a lavorare nel settore sanitario. Quando la relazione amorosa ebbe fine nel 1973, si trasferì nel quartiere di Brooklyn, dove fu assunto dal New York University Medical Center (NYUMC), in qualità di tecnico radiologo.

### L'esorcista
Alla fine del 1972 il regista William Friedkin visitò il NYUMC durante la lavorazione del suo film L'esorcista, l'adattamento dell'omonimo romanzo di William Peter Blatty. Egli voleva assistere ad alcune procedure mediche in quanto stava prendendo in considerazione l'idea di inserirle in una scena del film. Inoltre stava anche cercando qualche membro dello staff che potesse lavorare come comparsa. Il dott. Barton Lane invitò il regista ad assistere a un esame di angiografia cerebrale.
All'epoca, alcune angiografie venivano eseguite perforando l'arteria carotide del paziente (sulla gola) così da inserire un catetere con un liquido di contrasto per rendere i vasi sanguigni maggiormente visibili ai raggi X. Nei momenti tra la puntura arteriosa e l'inserimento del catetere, il sangue fuoriesce liberamente dalla bocca del tubo a ritmo con il battito cardiaco del paziente. Friedkin restò sufficientemente impressionato da dire immediatamente a Lane che voleva inserire tale procedura nel film, e che voleva fosse proprio lui a recitare davanti alla telecamera, assistito da un'infermiera e da Bateson, il tecnico di laboratorio presente all'esame.
Pochi mesi dopo, Friedkin e la sua troupe cinematografica tornarono in loco per girare la scena, bloccando parte del reparto radiologia dell'ospedale per due fine settimana consecutivi. Fu questa una delle prime scene girate per il film, nella quale il personaggio di Regan (Linda Blair) si sottopone a degli esami medici per indagare gli strani comportamenti (rivelatisi poi effetto di una possessione demoniaca) della ragazzina.
Nella scena, è Bateson ad avere più battute, dando sfoggio del tono rassicurante che spesso utilizzava con pazienti bambini nella realtà. Può essere visto sullo sfondo, mentre Regan viene portata nella stanza, aiutandola a metterla sul tavolo e attaccandole i fili alle spalle. Mentre il film mostra il viso di Regan in primo piano, alternato a riprese della procedura in fase di completamento, incluso il suo sangue che schizza in aria macchiando il suo camice chirurgico (come era avvenuto nella procedura osservata da Friedkin), la voce di Bateson si sente fuori inquadratura, mentre la istruisce, avvertendola che la puntura carotidea farà male e rassicurandola mentre lei fa una smorfia subito dopo.
Fin dall'uscita nei cinema de L'esorcista alla fine del 1973, la scena è diventata celebre come una delle più disturbanti per il pubblico, nonostante la totale assenza di qualsiasi contenuto soprannaturale o horror, in virtù del suo realismo.

### 1973-1977
Nel periodo di uscita de L'esorcista, l'alcolismo di Bateson peggiorò nuovamente, finendo per ripercuotersi sulla sua vita sociale e professionale. «A nessuno piacciono gli ubriaconi», egli disse in seguito al The Village Voice. Nel 1975 fu licenziato dal suo impiego presso il NYUMC.
Da lì in poi Bateson si mantenne con lavori di fortuna, impieghi di poco conto come riparatore di lampade e pulizie negli appartamenti nei pressi della sua abitazione nel Greenwich Village, o venditore di biglietti in un cinema a luci rosse. Si recava spesso a riunioni degli Alcolisti Anonimi, e riuscì a restare sobrio per qualche periodo. Socializzò con altri omosessuali con problemi di alcolismo con la speranza di dare inizio ad una nuova relazione sentimentale stabile.
Tuttavia, nel 1977 ricominciò a bere pesantemente, anche più di prima. Nello stesso periodo cominciò a frequentare vari locali gay improntati alla "subcultura leather".

### Omicidio di Addison Verrill
Il 14 settembre 1977 Addison Verrill, un reporter che si occupava di cinema per la rivista Variety, venne trovato morto nel suo appartamento di Horatio Street a New York. Era stato picchiato ed accoltellato; e c'erano alcuni segni di strangolamento. Tuttavia, nulla di valore era stato rubato. La polizia credette che la motivazione dell'assassinio fosse stata una rapina finita male.
Non erano presenti segni di scasso. Verrill aveva lasciato entrare il suo assassino nell'appartamento, dove furono rinvenute parecchie lattine di birra vuote e due bicchieri pieni a metà di liquore. L'attivista per i diritti dei gay e giornalista Arthur Bell, amico di Verrill, scrisse un articolo sul The Village Voice ponendo l'enfasi sul problema più ampio di come gli omicidi di omosessuali, molti dei quali avvenuti ogni anno nel Village, fossero raramente presi sul serio dalla polizia o riportati dai media poiché erano visti come il risultato di incontri sessuali andati male. La polizia, scrisse Bell, aveva appreso che Verrill era stato al "Mineshaft", un popolare gay-bar, fino alle 6 del mattino, parlando con molti altri clienti.

### Telefonate, confessione e arresto
Bell terminò il suo articolo dando il numero di telefono della sezione omicidi del New York Police Department, chiedendo di mettersi in contatto con loro a chiunque avesse informazioni utili circa il delitto. Otto giorni dopo qualcuno chiamò invece lui affermando di essere l'assassino, apparentemente per correggere le affermazioni di Bell circa la sua convinzione che il killer fosse uno psicopatico con tendenze omofobe. «Mi piace il tuo articolo e come scrivi», disse lo sconosciuto, «ma non sono uno psicopatico».
La storia fu riportata sulla prima pagina del Village Voice, rendendo noto che lo sconosciuto aveva raccontato come si erano svolti i fatti la notte dell'omicidio di Verrill. «Sono gay e ho bisogno di soldi e sono un alcolizzato», disse. Dopo tre mesi di sobrietà, si era recato al "Badlands", un bar su Christopher Street, nelle prime ore del mattino del 14 settembre dove Verrill, che non conosceva, si offrì di comprargli una birra, e lui accettò. Le birre divennero parecchie, e i due sniffarono cocaina insieme. Alle 3 del mattino, lasciarono il "Badlands" per spostarsi al "Mineshaft", dove proseguirono l'assunzione di alcol e droga. Lo sconosciuto disse a Bell di essere rimasto sorpreso da quanto fosse popolare il suo accompagnatore. «Non avevo capito che era così famoso, e volli andare a casa sua». Dopo due ore, presero un taxi fino all'appartamento di Verrill.
Dopo aver consumato un rapporto sessuale, verso le 7:30, resosi conto che Verrill cercava solo una fugace storia di sesso, decise di aggredirlo con un coltello trovato in cucina, dopo averlo stordito colpendolo in testa con una padella. «Avevo bisogno di soldi e odio i rifiuti». Dopo l'omicidio, lo sconosciuto disse di aver preso 57 dollari, la carta di credito e il passaporto di Verrill, e qualche vestito. Usò il denaro per comprare una bottiglia di liquore e si sbronzò per il resto del giorno. Lo sconosciutò offrì a Bell alcune informazioni sulla propria personalità, raccontò di essere figlio di un direttore d'orchestra, di avere una moglie a Berlino che non capiva la sua omosessualità, e un figlio adolescente. Era inoltre interessato all'arte, e da ragazzino avrebbe voluto diventare un ballerino.
Quando Bell contattò la polizia riferendo della telefonata, gli dissero che sembrava il primo indizio solido nel caso. Il chiamante era a conoscenza della carta di credito rubata, un dettaglio che la polizia non aveva reso pubblico, e descrisse una sostanza bianca trovata sul pavimento dell'appartamento di Verrill come Crisco, un grasso alimentare spesso usato all'epoca dai gay come lubrificante sessuale. La polizia non era stata finora in grado di identificare tale sostanza e non aveva nemmeno reso pubbliche le informazioni sul ritrovamento della stessa.
Gli inquirenti sospettarono che lo sconosciuto avrebbe potuto chiamare ancora Bell, e si recarono nel suo appartamento per aspettare la telefonata. Alle 11 di sera squillò il telefono; non era lo stesso sconosciuto della prima chiamata ma un uomo che si identificò come "Mitch". Egli disse a Bell che l'assassino di Verrill era Paul Bateson, che aveva conosciuto al St. Vincent's Hospital qualche mese prima. Sebbene credeva che Bateson non fosse il suo vero nome, dal momento che sapeva che l'uomo aveva usato lo pseudonimo "Johnny Johnson" a un certo punto, egli disse che Bateson era un tecnico radiologico disoccupato e che lo aveva chiamato in precedenza confessandogli il delitto.
Mitch chiese a Bell di incontrarlo di persona, ma la polizia gli disse che era meglio di no per ragioni di sicurezza. Invece, gli agenti arrestarono Bateson, trovandolo completamente ubriaco nel suo appartamento; quando gli chiesero se sapeva il motivo per il quale lo stavano arrestando, egli indicò una copia del Village Voice aperta sull'articolo di Bell. Alla fine Bateson diede alla polizia una confessione scritta dichiarandosi colpevole dell'omicidio di Verrill. Bateson fu incriminato con l'accusa di omicidio di secondo grado e rimase in carcere in attesa del processo. Bell intervistò Bateson in prigione un mese dopo il suo arresto, visitandolo a Rikers Island. Bateson parlò della sua vita in generale, cosa che dichiarò di fare spesso. Il carcere, egli disse, lo stava aiutando a restare sobrio; il suo maggiore rimpianto circa l'essere detenuto in carcere era che stava perdendosi la nuova stagione del Joffrey Ballet, all'epoca di scena a New York.

### Sospetto serial killer
All'epoca dell'arresto di Bateson, la polizia di New York stava investigando su una serie di omicidi nell'ambiente omosessuale avvenuti nei due anni precedenti, da loro ritenuti opera di un unico individuo per la somiglianza nel modus operandi. Erano stati rinvenuti 6 cadaveri di uomini, smembrati, chiusi in alcuni sacchi gettati nel fiume Hudson. Nessuno era stato identificato, ma la polizia collegò dei brandelli di abiti indossati dai cadaveri a dei negozi nel Greenwich Village frequentati dalla comunità gay. Dal momento che secondo quanto riferito i sacchi avevano una dicitura che li collegava al dipartimento neuropsichiatria del New York University Medical Center, e lo smembramento dei corpi sembrava essere stato fatto da qualcuno abile nell'uso di un coltello, gli inquirenti cominciarono a suggerire pubblicamente che Bateson potesse essere sospettato come autore degli omicidi.
Questi omicidi furono il soggetto di un'altra intervista rilasciata da Bateson, non resa pubblica fino al 2012. William Friedkin, che si ricordava di Bateson dalla sua prima visita al NYUMC in occasione delle riprese dell'angiografia per L'esorcista, descrivendolo un "bel giovanotto" che si distingueva per l'orecchino e il braccialetto borchiato che indossava, nessuno dei quali era un accessorio maschile comune all'epoca; lesse un lungo articolo sul caso apparso sul Daily News. Sorpreso che il gentile Bateson potesse essere un omicida, si recò alla prigione di Rikers Island per avere un colloquio privato con lui, dietro permesso del suo avvocato.
In un'intervista concessa a The Notebook, Friedkin disse che Bateson ammise di avere ucciso Verrill, anche se il regista sbagliò nel riportare incorrettamente che Bateson aveva smembrato il corpo e gettato i pezzi del cadavere in dei sacchi nel fiume. Bateson raccontò che il pubblico ministero gli aveva promesso delle attenuanti se avesse confessato di essere il "killer dei gay". Egli disse a Friedkin di essere indeciso se accettare o meno l'offerta.
Prendendo spunto dalla sua conversazione con Bateson, Friedkin decise di girare l'adattamento cinematografico del romanzo Cruising del 1970, scritto dal giornalista Gerald Walker del New York Times, basato sulla storia di un agente di polizia infiltrato nella comunità gay per catturare un serial killer.

### Processo
Attraverso mozioni preliminari, Bateson, su consiglio del suo avvocato, cercò di ritrattare la propria confessione. Egli dichiarò che era ubriaco al momento della stessa, e che la polizia non gli aveva letto i propri diritti. Bateson negò anche di avere telefonato a Bell, affermando che la sua presunta confessione si basava unicamente su quanto aveva letto nell'articolo di Bell sul Village Voice.
Bateson andò a processo agli inizi del 1979. Come prove contro di lui furono presentate la sua confessione scritta e l'articolo del Voice. Contrariamente alle previsioni di un lungo procedimento penale, Bateson fu condannato dopo soli quattro giorni, il 5 marzo 1979.
Alla lettura della sentenza un mese dopo, il pubblico ministero William Hoyt definì Bateson uno "psicopatico" e reiterò il suo pensiero di ritenerlo pienamente responsabile dei sei omicidi irrisolti. Anche se Hoyt ammise che non esistevano "prove concrete" a supporto di tale informazione, egli dichiarò Bateson aveva confessato i crimini nel corso di una conversazione con Richard Ryan, un amico al quale aveva detto di aver ucciso Verrill. Ryan testimoniò al processo. Da parte sua, Bateson negò ogni coinvolgimento negli altri omicidi.
Il giudice Morris Goldman condannò Bateson a un minimo di vent'anni di carcere, cinque anni in meno rispetto a quanto richiesto da Hoyt. Il giudice non prese in esame le presunte accuse relative agli omicidi insoluti, ritenendole troppo effimere.

### Detenzione e rilascio
Bateson trascorse in carcere 24 anni e tre mesi, prima di essere ritenuto idoneo per la libertà condizionale nel 1997. Il giorno dopo il suo sessantatreesimo compleanno, nell'agosto 2003, fu rilasciato dall'Arthur Kill Correctional Facility di Staten Island. Fu rimesso in libertà nel novembre 2008. Da allora Bateson ha fatto perdere le proprie tracce; non è conosciuto il suo luogo di residenza o se sia ancora vivo. In un'intervista dell'epoca sul suo podcast, Friedkin disse di aver sentito che Bateson viveva da qualche parte a New York.
Un registro del servizio sanitario nazionale statunitense indica che un tale "Paul F. Bateson", con la stessa data di nascita e un numero di previdenza sociale emesso in Pennsylvania, è morto il 15 settembre 2012.

## Riferimenti in altri media
Bateson è stato interpretato da Morgan Kelly nella seconda stagione della serie televisiva Mindhunter di Netflix.